# Апостольский нунций в Бангладеш
Апостольский нунций в Народной Республике Бангладеш — дипломатический представитель Святого Престола в Бангладеш. Данный дипломатический пост занимает церковно-дипломатический представитель Ватикана в ранге посла. Апостольская нунциатура в Бангладеш была учреждена на постоянной основе 2 марта 1973 года.  Её резиденция находится в Дакке.
В настоящее время Апостольским нунцием в Бангладеш является архиепископ Кевин Рэндалл, назначенный Папой Франциском 13 августа 2023 года.

## История
Апостольская нунциатура в Бангладеш была учреждена 2 марта 1973 года, бреве «Catholica Ecclesia» папы римского Павла VI. Резиденцией апостольского нунция в Бангладеш является Дакка — столица Бангладеш. 

## Апостольские нунции в Бангладеш

### Апостольские про-нунции
- Эдуард Идрис Кассиди — (31 января 1973 — 25 марта 1979 — назначен апостольским делегатом в ЮАР и апостольским про-нунцием в Лесото;
- Луиджи Аккольи — (6 июля 1979 — 17 июня 1988 — назначен апостольским нунцием в Сирии);
- Пьеро Биджо — (10 декабря 1988 — 23 апреля 1992 — назначен апостольским нунцием в Чили).

### Апостольские нунции
- Адриано Бернардини — (20 августа 1992 — 15 июня 1996 — назначен апостольским нунцием на Мадагаскаре, Маврикии и на Сейшельских Островах);
- Эдвард Джозеф Адамс — (24 августа 1996 — 22 августа 2002 — назначен апостольским нунцием в Зимбабве);
- Павел Чанг Ин-нам — (19 октября 2002 — 27 августа 2007 — назначен апостольским нунцием в Уганде);
- Джозеф Сальвадор Марино (12 января 2008 — 16 января 2013 — назначен апостольским нунцием в Малайзии и Восточном Тиморе, а также апостольским делегатом в Брунее);
- Георг Кочерри — (6 июля 2013 — 24 августа 2022, в отставке).
- Кевин Рэндалл — (13 августа 2023 — по настоящее время).